# Stewart Haslinger
Stewart Haslinger (ur. 25 listopada 1981) – angielski szachista, arcymistrz od 2007 roku.

## Kariera szachowa
Jeden z pierwszych znaczących sukcesów szachowych odniósł w 2002 r. w Torquay, dzieląc IV m. (za Ramachandranem Rameshem, Josephem Gallagherem i Krishnanem Sasikiranem, wspólnie z m.in. Lukiem McSnanem i Dibyendu Baruą) w mistrzostwach Wielkiej Brytanii i jednocześnie zdobywając pierwszą normę na tytuł arcymistrza. W 2003 r. zajął IV m. (za Johnem Shaw, Nigelem Daviesem i Abhijitem Kunte) w kołowym turnieju w Blackpool, natomiast w 2005 r. w kolejnym finale mistrzostw Wielkiej Brytanii podzielił II m. (za Jonathanem Rowsonem, wspólnie ze Stuartem Conquestem). W 2007 r. wypełnił dwie kolejny arcymistrzowskie normy, podczas drużynowych (w sezonie 2006/07) oraz indywidualnych mistrzostw Wielkiej Brytanii (dz. IV m. za Jacobem Aagaardem, Stephenem Gordonem i Jonathanem Rowsonem, wspólnie z m.in. Davidem Howellem) oraz zajął II m. (za Maratem Dżumajewem) w otwartym turnieju w Caerleon. W 2008 r. odniósł kolejne sukcesy, dzieląc I m. w Benidormie (wspólnie z Władimirem Burmakinem, Borysem Awruchem i Eduardo Iturrizagą), Pontypridd (wspólnie z Normundsem Miezisem) i Hoogeveen (wspólnie z Friso Nijboerem i Alexandrem Fierem) oraz samodzielnie zwyciężając w Palmie de Mallorce. W 2009 r. podzielił I m. (wspólnie z Michałem Krasenkowem, Predragiem Nikoliciem i Danielem Fridmanem) w turnieju GfK Open w Hilversum oraz zwyciężył w kolejnym openie, rozegranym w Hoogeveen. W 2011 r. zwyciężył (wspólnie z Deepem Senguptą) w Sewilli.
Najwyższy ranking w dotychczasowej karierze osiągnął 1 stycznia 2010 r., z wynikiem 2559 punktów zajmował wówczas 6. miejsce wśród angielskich szachistów.